# Nemenikuće
Nemenikuće (em cirílico:Неменикуће) é uma vila da Sérvia localizada no município de Sopot, pertencente ao distrito de Belgrado, nas regiões de Šumadija e Kosmaj. A sua população era de 2058 habitantes segundo o censo de 2002.

## Demografia
| 1948  | 1953  | 1961  | 1971  | 1981  | 1991  | 2002  |
| ----- | ----- | ----- | ----- | ----- | ----- | ----- |
| 2 414 | 2 464 | 2 400 | 2 161 | 1 999 | 1 933 | 2 058 |